# Aeropuerto Internacional de Nador
El Aeropuerto Internacional de Nador (en árabe: مطار الناظور العروي; en amazig estándar: ⴰⵣⴰⴳⵯⵣ ⴰⴳⵔⵖⵍⴰⵏ ⵏⴰⴷⵓⵔ ⴰⵄⵔⵡⵉ) es un aeropuerto en la provincia de Nador atendiendo a la ciudad de Nador, Marruecos (IATA: NDR, OACI: GMMW). Es también conocido por su nombre de  Aeropuerto Internacional Al Aaroui. 
Nador es un pequeño aeropuerto internacional con vuelos a los principales aeropuertos de Marruecos y algunos aeropuertos europeos (Alemania, Holanda, Bélgica, España). Es un aeropuerto bastante congestionado en verano debido a que muchos marroquíes viven en el oeste de Europa y los originarios de Nador vuelan a él. El aeropuerto de Nador está gestionado por el estado como el resto de aeropuertos públicos de Marruecos. Es utilizado principalmente por Royal Air Maroc y su filial Atlas Blue. 
En el año 2019 el aeropuerto atendió a más de 772.371 pasajeros. Es también utilizado por los visitantes a Melilla.

## Terminal e instalaciones de pasajeros
El Aeropuerto Internacional de Nador tiene una sola terminal, dividida en llegadas y salidas, ambas en la planta baja y complementan a la zona de uso público con instalaciones básicas como una cafetería, tapería y una pequeña tienda. La zona de facturación está a uno de los lados del recibidor principal de la terminal, mientras que el otro lado son las llegadas y recogidas de equipajes.
Tras el control de pasaportes hay una sala de espera, una sala de fumadores y una pequeña capilla. La tienda libre de impuestos está cerrada.
El embarque se efectúa a pie.
A las afueras de la terminal hay un aparcamiento de pago y -en la llegada de vuelos regulares- hay taxis disponibles que van a Nador y otros destinos. No existe ninguna otra clase de transporte público.

### Acceso al aeropuerto
El aeropuerto se encuentra cerca de Taouima y a unos 30 km de Nador por carretera. No hay transporte público como trenes o buses regulares. En las horas de vuelo hay taxis esperando a las afueras de la terminal y ofrece tránsitos a la mayoría de ciudades de la región. Se encuentra un aparcamiento de pago a las afueras de la terminal principal. Las carreteras entre el aeropuerto y Nador están en buenas condiciones y, señalizadas en árabe y francés.
El aeropuerto discurre directamente a lo largo de la ruta N2 (de Tánger a Oujda).

## Aerolíneas y destinos

### Destinos nacionales
| Ciudades   | Aeropuerto                          | Aerolíneas       | Aeronaves | Frecuencias semanales |
| Marruecos  | Marruecos                           | Marruecos        | Marruecos | Marruecos             |
| ---------- | ----------------------------------- | ---------------- | --------- | --------------------- |
| Casablanca | Aeropuerto Internacional Mohammed V | Royal Air Maroc  |           |                       |
| Rabat      | Aeropuerto de Rabat-Salé            | Air Arabia Maroc | A320-214  |                       |
| Tánger     | Aeropuerto de Tánger-Ibn Battuta    | Air Arabia Maroc | A320-214  |                       |

### Destinos internacionales
| Ciudades por países | Nombre del aeropuerto                  | Aerolíneas                                                                                | Aeronaves     | Frecuencias semanales |
| Europa              | Europa                                 | Europa                                                                                    | Europa        | Europa                |
| ------------------- | -------------------------------------- | ----------------------------------------------------------------------------------------- | ------------- | --------------------- |
| Alemania            |                                        |                                                                                           |               |                       |
| Colonia (Alemania)  | Aeropuerto de Colonia/Bonn             | Air Arabia Maroc Eurowings (Estacional)                                                   | A320-214 A3xx |                       |
| Düsseldorf          | Aeropuerto Internacional de Düsseldorf | Corendon Airlines Europe (Estacional) Eurowings (Estacional) Royal Air Maroc (Estacional) | B737-800 A3xx |                       |
| Fráncfort del Meno  | Aeropuerto de Fráncfort del Meno       | Royal Air Maroc (Estacional)                                                              |               |                       |
| Hahn                | Aeropuerto de Fráncfort-Hahn           | Ryanair                                                                                   | B737          |                       |
| Weeze               | Aeropuerto de Baja Renania             | Ryanair                                                                                   | B737          |                       |
| Bélgica             |                                        |                                                                                           |               |                       |
| Bruselas            | Aeropuerto de Bruselas-National        | Air Arabia Maroc Brussels Airlines (Estacional) Royal Air Maroc TUI fly Belgium           | A320-214 A3xx |                       |
| Charleroi           | Aeropuerto de Bruselas Sur             | Ryanair                                                                                   | B737          |                       |
| Lieja               | Aeropuerto de Lieja                    | TUI fly Belgium (Estacional)                                                              |               |                       |
| España              |                                        |                                                                                           |               |                       |
| Barcelona           | Aeropuerto de Barcelona-El Prat        | Air Arabia Maroc Ryanair                                                                  | A320-214 B737 |                       |
| Madrid              | Aeropuerto de Madrid-Barajas           | Ryanair                                                                                   | B737          |                       |
| Palma de Mallorca   | Aeropuerto de Palma de Mallorca        | Air Arabia Maroc                                                                          | A320-214      |                       |
| Francia             |                                        |                                                                                           |               |                       |
| Beauvais            | Aeropuerto de Beauvais-Tillé           | Ryanair                                                                                   | B737          |                       |
| Estrasburgo         | Aeropuerto de Estrasburgo              | Air Arabia Maroc                                                                          | A320-214      |                       |
| Marsella            | Aeropuerto de Marsella-Provenza        | Ryanair                                                                                   | B737          |                       |
| Montpellier         | Aeropuerto de Montpellier-Méditerranée | Air Arabia Maroc                                                                          | A320-214      |                       |
| París               | Aeropuerto de París-Orly               | Transavia (Estacional)                                                                    |               |                       |
| Toulouse            | Aeropuerto de Toulouse-Blagnac         | Ryanair (Estacional)                                                                      | B737          |                       |
| Países Bajos        |                                        |                                                                                           |               |                       |
| Ámsterdam           | Aeropuerto de Ámsterdam-Schiphol       | Air Arabia Maroc Royal Air Maroc (Estacional)                                             | A320-214      |                       |
| Eindhoven           | Aeropuerto de Eindhoven                | TUI fly Belgium                                                                           |               |                       |
| Róterdam            | Aeropuerto de Róterdam-La Haya         | Transavia TUI fly Belgium (Estacional)                                                    |               |                       |

## Estadísticas de tráfico
Ver fuente y consulta Wikidata.

Al igual que otros aeropuertos marroquíes el de Nador es muy estacional. Durante todo el año, Royal Air Maroc, (en código compartido Atlas Blue) vuela varias veces a la semana a Bruselas y Ámsterdam, aunque en la temporada de verano hay más vuelos regulares. En los momentos punta, RAM a veces usa sus Boeing 747 todas las semanas en la ruta con Ámsterdam y Bruselas en lugar del pequeño Boeing 737 que usa el resto del año.
Datos mensuales
| Ítem    | Pasajeros 2009 | Pasajeros 2008 | Variación | Operaciones 2009 | Operaciones 2008 | Variación | Carga 2009 | Carga 2008 | Variación |
| ------- | -------------- | -------------- | --------- | ---------------- | ---------------- | --------- | ---------- | ---------- | --------- |
| Enero   | 16.728         | 15.080         | 10,9      | 161              | 140              | 15,0      | 0,33       | 0,01       | 3.150     |
| Febrero | 18.769         | 12.638         | 48,5      | 254              | 144              | 76,4      | 0,66       | 0,34       | 92,9      |
| Marzo   | 22.694         | 14.321         | 58,5      | 286              | 150              | 90,7      | 0          | 0,85       | -100      |

La variación por temporada, basándose en las estadísticas mensuales de 2008, muestra un incremento de tráfico en verano:
| Elemento  | Operaciones | =% de todo el año | SUM   | Pasajeros | =% de todo el año | SUM   |
| --------- | ----------- | ----------------- | ----- | --------- | ----------------- | ----- |
| Año 2008  | 1.983       | 100               |       | 215.045   | 100               |       |
| Enero     | 154         | 6,75              |       | 15.104    | 7,02              |       |
| Febrero   | 144         | 7,26              |       | 12.638    | 5,68              |       |
| Ene + Feb |             |                   | 14,01 |           |                   | 12,70 |
| Julio     | 416         | 20,98             |       | 33.429    | 15,55             |       |
| Agosto    | 274         | 13,82             |       | 30.607    | 14,23             |       |
| Jul + Ago |             |                   | 34,80 |           |                   | 28,67 |

En los dos meses de verano cerca de un tercio de los pasajeros pasan por el aeropuerto. Puesto que Nador y sus alrededores no son (todavía) un destino turístico como si son Agadir o Marrakesh casi todos sus usuarios son marroquíes (incluyendo a los de 2.ª y 3.ª generación) en visita a sus familiares.
Estadísticas recientes
| Elemento          | 2008    | Variación % | 2007    | 2006    | 2005   | 2004   | 2003   | 2002   |
| ----------------- | ------- | ----------- | ------- | ------- | ------ | ------ | ------ | ------ |
| Pasajeros         | 215.045 | 255.000     | 171.293 | 110.589 | 94.380 | 89.287 | 81.604 | 82.010 |
| Operaciones       | 1.983   | 7.900       | 1.838   | 1.614   | 1.634  | 1.368  | 1.001  | 1.009  |
| Carga (Toneladas) | 5,59    | - 63,6      | 15,35   | 92,33   | 22,04  | 74,36  | 17,27  | 20,30  |

## Información de pista
El aeropuerto tiene una pista de 3.000 metros de larga y 45 metros de ancha y puede manejar aviones comerciales tan grandes como un Boeing 747. El espacio de plataforma es de 54.000 m² lo que pe mite albergar dos Boeing 747 y tres Boeing 737.

## Navegación
El aeropuerto posee un ILS de clase 1 y ofrece las siguientes ayudas a la navegación: VOR – DME – NDB
Las luces de PAPI están disponibles para aterrizajes por la cabecera 28